# Лазутин, Иван Георгиевич
Иван Георгиевич Лазутин (2 ноября 1923, Пичаево, Тамбовская губерния — 8 ноября 2010, Абрамцево, Московская область) — русский советский писатель и драматург.

## Биография
Родился (2 ноября 1923 в селе Пичаево Тамбовской губернии (ныне — районный центр в Тамбовской области) в крестьянской семье. В начале 1930-х годов семья переехала в Сибирь, на родину матери.
Отец Георгий Петрович Лазутин, рабочий-стахановец, окончивший два класса церковно-приходской школы, в 1937 г. был арестован (реабилитирован посмертно в 1956 году).
В 1941 году Иван Лазутин окончил школу в Новосибирске и был призван на флот. Служил на Тихоокеанском флоте рядовым матросом на островах Японского моря.
Осенью 1943 года был направлен на фронт Великой Отечественной войны; в 1943—1944 годах солдатом огневого взвода в гвардейских миномётных частях участвовал в боях на 1-м Белорусском и 2-м Белорусском фронтах.
В 1945 году окончил 2-е гвардейское миномётное училище.
После войны Иван Лазутин поступил на юридический факультет Московского государственного университета, который окончил в 1951 году. Поступил в аспирантуру. После её окончания в течение четырёх лет работал преподавателем логики и психологии в Московской юридической школе, а также вёл семинар философии в вечернем университете марксизма-ленинизма.
Член Союза писателей СССР, работал в аппарате Союза.
Умер 8 ноября 2010 года в поселке Абрамцево Московской области.

## Творчество
Ещё студентом работал в литературной студии, руководимой В. А. Луговским.
Основная тема произведений И. Лазутина — доблестный трудовой и ратный подвиг советского народа, актуальные проблемы современности — воспитание подрастающего поколения, становление характера молодого человека, укрепление законности и правопорядка и другие.
Автор повестей и романов:
- Сержант милиции (1953-1956);
- Суд идёт (1962) — о работе следователя в условиях сталинских репрессий в послевоенные годы, роман посвящён памяти репрессированного отца писателя[2];
- Чёрные лебеди — вторая книга трилогии «Суд идёт», опубликована в журнале «Байкал» в 1964—1965 гг.[1];
- Высота;
- Матросская тишина;
- Крылья и цепи — третья книга трилогии «Суд идёт»;
- Тысяча первый поединок (1971);
- Родник пробивает камни (1974);
- Обрывистые берега (1982—1986);
- В огне повенчанные (1984).

В начале 2000-х годов Иван Лазутин издал двухтомник воспоминаний «Судьбы крутые повороты».
Произведения И. Лазутина переведены на ряд языков СССР и мира, в том числе на английский.

## Драматургия и кинематограф
Иван Лазутин — автор пьес:
- «Иду на исповедь …» (постановка 1962),
- «Судьба актрисы» (1968),
- «В графе „Отец“ — прочерк» (постановка 1976),
- «Круги замыкаются» (1979)

По повести «Сержант милиции» в 1974 г. на «Ленфильме» был снят трёхсерийный фильм с участием Алексея Минина, Татьяны Веденеевой, Олега Янковского и других известных артистов (действие произведения перенесено в 1970-е гг.). Также по данной повести сам Иван Лазутин написал пьесу, которая в 1959—1970-х гг. широко шла в театрах СССР.

## Награды и премии
- В 1955 г. на Всесоюзном конкурсе художественных произведений о работниках советской милиции (конкурс проводился Союзом советских писателей совместно с Министерством внутренних дел Союза ССР) повесть «Сержант милиции» получила премию.
- На Всесоюзном конкурсе произведений художественной прозы о современном советском рабочем классе роман «Родник пробивает камни» был удостоен премии Союза писателей СССР и ВЦСПС.